# 阿尔宾·扬松
阿尔宾·扬松（瑞典語：Albin Jansson，1897年10月9日—1985年3月22日），瑞典男子冰球运动员，场上位置是守门员。他曾代表瑞典国家队参加1920年夏季奥林匹克运动会冰球比赛，获得第4名。